# سرژ گنابری

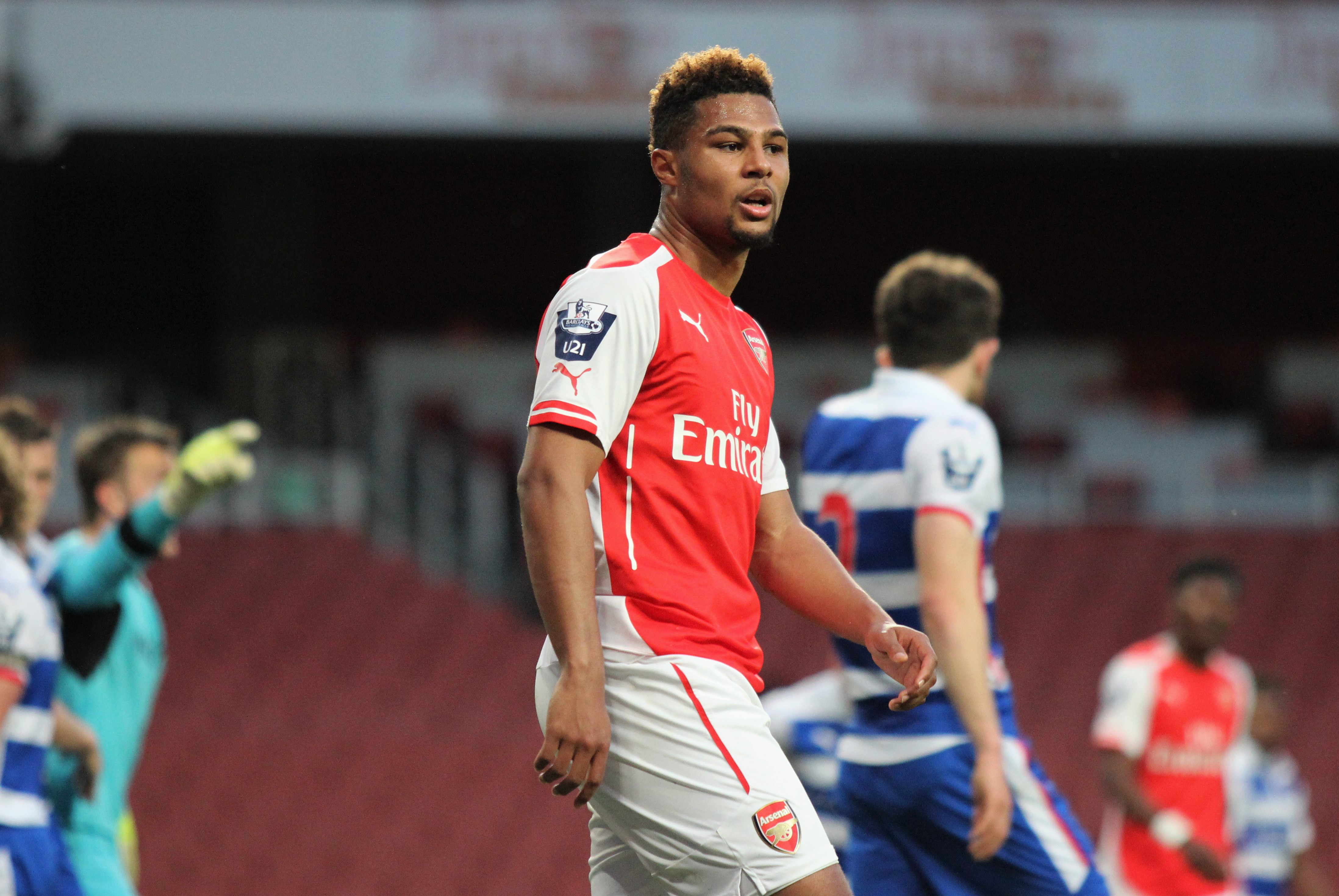
گنابری در حال بازی برای تیم زیر ۲۳ سال آرسنال در سال ۲۰۱۵

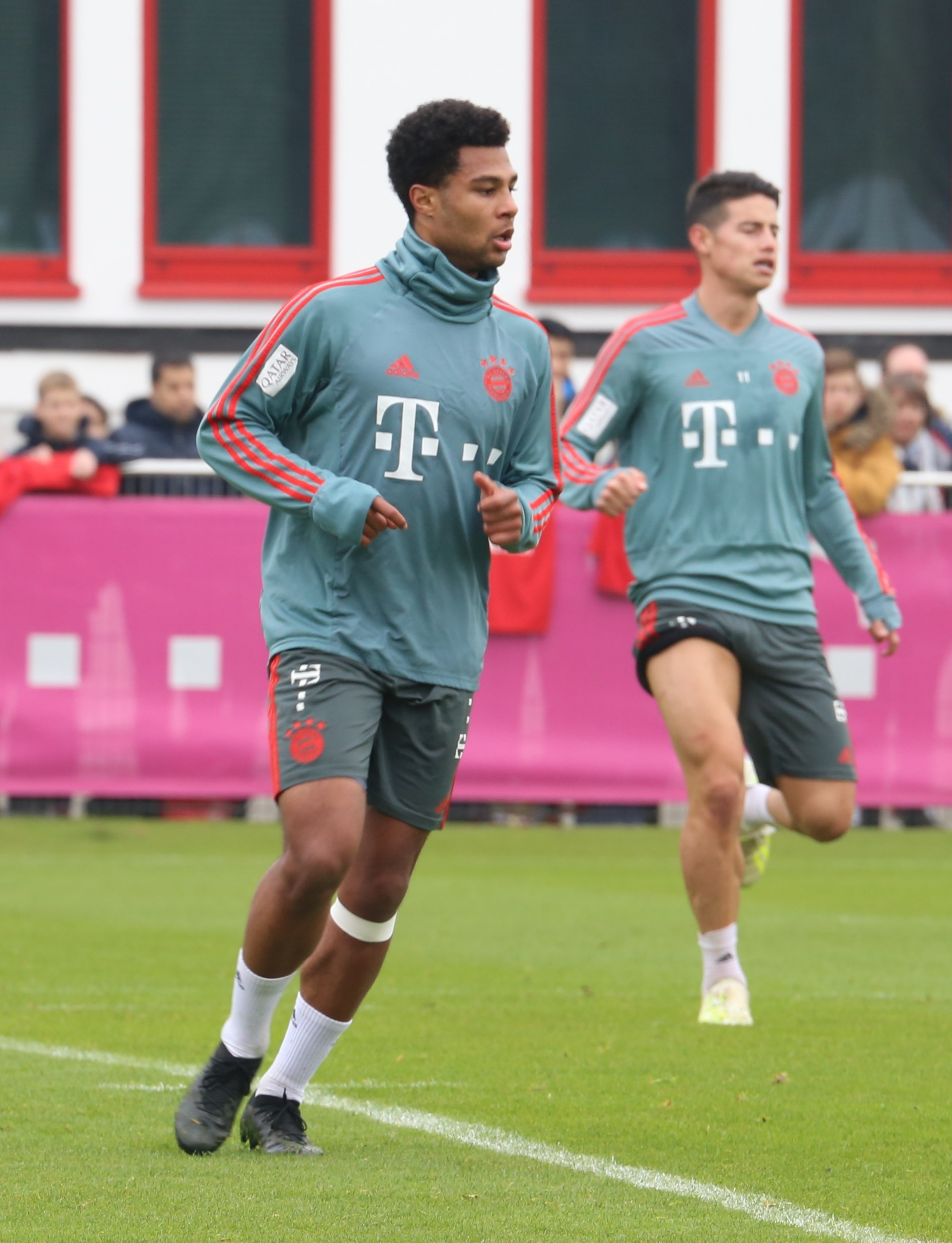
گنابری در تمرینات بایرن مونیخ ۲۰۱۹

سرژ دیوید گنابری (آلمانی: Serge David Gnabry؛ زاده ۱۴ ژوئیهٔ ۱۹۹۵) یک بازیکن فوتبال اهل آلمان است که برای تیم بایرن مونیخ در بوندسلیگا آلمان بازی می‌کند.

## عملکرد باشگاهی
او فوتبال حرفه ای خود را در سال ۲۰۱۲ با تیم آرسنال آغاز کرد. او در سال ۲۰۱۶ پیش از پیوستن به وردربرمن، دوره ای کوتاه را به صورت قرضی در تیم وست برومویچ گذراند. او در سال ۲۰۱۷ طی قراردادی سه ساله به قیمت ۸ میلیون یورو به بایرن مونیخ پیوست. او فصل ۱۷–۱۸ را به‌طور قرضی برای هافنهایم بازی کرد. او در تاریخ یک سپتامبر ۲۰۱۸ اولین بازی اش را برای بایرن انجام داد. او در همین فصل با بایرن قهرمان بوندسلیگا شد و توانست بهترین بازیکن سال بایرن مونیخ نیز بشود.
او همچنین در فصل ۲۰۱۹–۲۰ در لیگ قهرمانان اروپا، در جریان پیروزی ۷–۲ بایرن مونیخ برابر تاتنهام توانست دوازدهمین پوکر تاریخ لیگ قهرمانان اروپا را انجام بدهد.

## آمار ملی

### بازی‌های ملی
تا تاریخ ۲۱ نوامبر ۲۰۲۳
| آلمان | آلمان | آلمان | آلمان  |
| سال   | بازی  | گل    | پاس گل |
| ----- | ----- | ----- | ------ |
| ۲۰۱۶  | ۲     | ۳     | ۰      |
| ۲۰۱۸  | ۳     | ۱     | ۲      |
| ۲۰۱۹  | ۸     | ۹     | ۲      |
| ۲۰۲۰  | ۴     | ۱     | ۰      |
| ۲۰۲۱  | ۱۴    | ۶     | ۲      |
| ۲۰۲۲  | ۸     | ۱     | ۳      |
| ۲۰۲۳  | ۶     | ۱     | ۰      |
| مجموع | ۴۵    | ۲۲    | ۹      |

### گل‌های ملی
| شماره | تاریخ          | میزبان    | بازی ملی | حریف         | نتیجه | رقابت                         |
| ----- | -------------- | --------- | -------- | ------------ | ----- | ----------------------------- |
| ۱     | ۱۱ نوامبر ۲۰۱۶ | سرواله    | ۱        | سان مارینو   | ۸–۰   | مقدماتی جام جهانی ۲۰۱۸        |
| ۲     | ۱۱ نوامبر ۲۰۱۶ | سرواله    | ۱        | سان مارینو   | ۸–۰   | مقدماتی جام جهانی ۲۰۱۸        |
| ۳     | ۱۱ نوامبر ۲۰۱۶ | سرواله    | ۱        | سان مارینو   | ۸–۰   | مقدماتی جام جهانی ۲۰۱۸        |
| ۴     | ۱۵ نوامبر ۲۰۱۸ | لایپزیگ   | ۴        | روسیه        | ۳–۰   | دوستانه                       |
| ۵     | ۲۴ مارس ۲۰۱۹   | آمستردام  | ۶        | هلند         | ۳–۲   | مقدماتی جام ملت‌های اروپا ۲۰۲۰ |
| ۶     | ۱۱ ژوئن ۲۰۱۹   | ماینتس    | ۸        | استونی       | ۸–۰   | مقدماتی جام ملت‌های اروپا ۲۰۲۰ |
| ۷     | ۱۱ ژوئن ۲۰۱۹   | ماینتس    | ۸        | استونی       | ۸–۰   | مقدماتی جام ملت‌های اروپا ۲۰۲۰ |
| ۸     | ۶ سپتامبر ۲۰۱۹ | هامبورگ   | ۹        | هلند         | ۲–۳   | مقدماتی جام ملت‌های اروپا ۲۰۲۰ |
| ۹     | ۹ سپتامبر ۲۰۱۹ | بلفاست    | ۱۰       | ایرلند شمالی | ۲–۰   | مقدماتی جام ملت‌های اروپا ۲۰۲۰ |
| ۱۰    | ۹ اکتبر ۲۰۱۹   | دورتموند  | ۱۱       | آرژانتین     | ۲–۲   | دوستانه                       |
| ۱۱    | ۱۹ نوامبر ۲۰۱۹ | فرانکفورت | ۱۳       | ایرلند شمالی | ۶–۱   | مقدماتی جام ملت‌های اروپا ۲۰۲۰ |
| ۱۲    | ۱۹ نوامبر ۲۰۱۹ | فرانکفورت | ۱۳       | ایرلند شمالی | ۶–۱   | مقدماتی جام ملت‌های اروپا ۲۰۲۰ |
| ۱۳    | ۱۹ نوامبر ۲۰۱۹ | فرانکفورت | ۱۳       | ایرلند شمالی | ۶–۱   | مقدماتی جام ملت‌های اروپا ۲۰۲۰ |
| ۱۴    | ۱۳ اکتبر ۲۰۲۰  | کلن       | ۱۵       | سوئیس        | ۳–۳   | لیگ ملت‌های اروپا ۲۱–۲۰۲۰      |
| ۱۵    | ۲۸ مارس ۲۰۲۱   | بخارست    | ۱۹       | رومانی       | ۱–۰   | مقدماتی جام جهانی ۲۰۲۲        |
| ۱۶    | ۷ ژوئن ۲۰۲۱    | دوسلدورف  | ۲۲       | لتونی        | ۷–۱   | دوستانه                       |
| ۱۷    | ۵ سپتامبر ۲۰۲۱ | اشتوتگارت | ۲۸       | ارمنستان     | ۶–۰   | مقدماتی جام جهانی ۲۰۲۲        |
| ۱۸    | ۵ سپتامبر ۲۰۲۱ | اشتوتگارت | ۲۸       | ارمنستان     | ۶–۰   | مقدماتی جام جهانی ۲۰۲۲        |
| ۱۹    | ۸ سپتامبر ۲۰۲۱ | ریکیاویک  | ۲۹       | ایسلند       | ۴–۰   | مقدماتی جام جهانی ۲۰۲۲        |
| ۲۰    | ۸ اکتبر ۲۰۲۱   | هامبورگ   | ۳۰       | رومانی       | ۲–۱   | مقدماتی جام جهانی ۲۰۲۲        |
| ۲۱    | ۱ دسامبر ۲۰۲۲  | الخور     | ۳۹       | کاستاریکا    | ۴–۲   | جام جهانی ۲۰۲۲ قطر            |
| ۲۲    | ۲۸ مارس ۲۰۲۳   | کلن       | ۴۱       | بلژیک        | ۲–۳   | دوستانه                       |

## اوایل زندگی
گنابری در ۱۴ ژوئیه ۱۹۹۵ در اشتوتگارت آلمان به دنیا آمد. پدر او ساحل عاجی و مادر او آلمانی است.

## زندگی فوتبالی

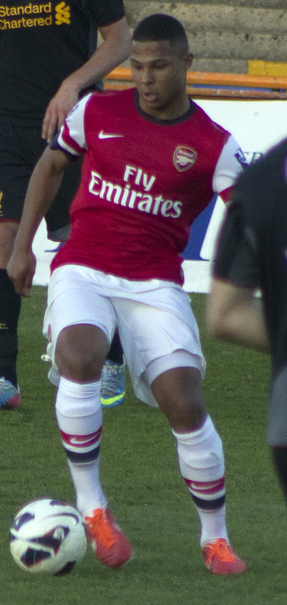
سرژ گنابری در آرسنال

### آرسنال
باشگاه سابق گنابری اشتوتگارت در سال ۲۰۱۰ پیشنهاد ۱۰۰ هزار پوندی آرسنال را قبول کرد اما او باید تا ۲۰۱۱ یعنی ۱۶ سالگی باید صبر می‌کرد تا به تیم انگلیسی بپیوندد. سرانجام او در فصل ۲۰۱۱/۱۲ به‌طور رسمی به آرسنال پیوست. او بیشتر فصل را برای تیم زیر ۱۸ سال آرسنال بازی کرد اما نمایش‌های درخشان او باعث شد تا بتواند در لیگ برتر آکادمی انگلیس برای آرسنال به میدان برود. او تا پایان فصل در ۶ بازی ۲ گل به ثمر رساند.

###### ۲۰۱۲/۱۵
فصل ۲۰۱۲/۱۳ برای گنابری خوب شروع شد. او برای تیم اصلی در بازی پیش فصل در مقابل کلن به میدان رفت. او در دقیقه ۴۵ به عنوان بازیکن تعویضی به میدان رفت و دقیقه ۶۹ تعویض شد. او اولین بازی حرفه ای اش را در ۲۹ سپتامبر ۲۰۱۲ در مقابل کاونتری سیتی در جام اتحادیه انجام داد. او به عنوان بازیکن تعویضی در دقیقه ۷۲ وارد زمین شد. آرسنال آن مسابقه را شش بر یک پیروز شد.او در ۲۰ اکتبر ۲۰۱۲ اولین بازی اش را در لیگ برتر مقابل نوریچ سیتی انجام داد. آرسنال آن مسابقه را ۱–۰ واگذار کرد. او با ۱۷ سال و ۹۸ روز دومین بازیکن جوان آرسنال پس از جک ویلشر نام گرفت. ۴ روز بعد، او اولین بازی اش را در لیگ قهرمانان اروپا به صورت تعویضی در مقابل شالکه به میدان رفت. آرسنال آن بازی را دو بر صفر واگذار کرد.
او سرانجام در فصل ۲۰۱۳/۱۴ و در تاریخ ۲۲ سپتامبر ۲۰۱۳ برای اولین بار به عنوان بازیکن ثابت در برابر تیم استوک سیتی به میدان رفت. او در این مسابقه ۷۳ دقیقه بازی کرد. آرسنال در آن مسابقه ۳–۱ به پیروزی رسید. او در بازی بعدی لیگ برتر اولین گل دوران حرفه ای خود را در برابر سوانزی سیتی به ثمر رساند و آرسنال را ۲–۱ پیروز آن مسابقه کرد و تیمش را به صدر جدول برد. در ۲۶ اکتبر ۲۰۱۳ برای تیمش در مقابل کریستال پالاس یک پنالتی گرفت و آرسنال آن بازی را ۲–۰ برد. نمایش درخشان او در فصل ۲۰۱۲/۱۳ باعث شد که نامزد دریافت جایزه پسر طلایی شود و آرسنال قراردادش را ۵ سال تمدید کند.
گنابری اکثر بازی‌های فصل بعد را به دلیل مصدومیت شدید زانو از دست دادهرچند او در فوریه ۲۰۱۵ به عنوان کاپیتان تیم زیر ۲۱ سال آرسنال ۶۵ دقیقه مقابل تیم زیر ۲۱ سال نیوکاسل یونایتد بازی کرد و تیمش ۲–۱ پیروز شد.

##### وست برومویچ (قرضی)
او در ۷ اوت ۲۰۱۵ به‌طور قرضی از آرسنال به وست برومویچ پیوست. او اولین بازی اش را در برابر چلسی در تاریخ ۲۳ اوت ۲۰۱۵ به عنوان بازیکن تعویضی به میدان رفت. آرسنال در ژانویه او را پس از عدم حضور در تیم اول بازگرداند. گنابری فصل ۲۰۱۵/۱۶ را با ۱ مسابقه در لیگ برتر و ۲ مسابقه در جام اتحادیه به پایان رساند.

### وردربرمن
در تاریخ ۳۱ اوت ۲۰۱۶، گنابری با وردربرمن قراردادی به قیمت ۵ میلیون یورو امضا کرد. او اولین گلش را برای این تیم را در جریان باخت چهار بر یک به مونشن گلادباخ به ثمر رساند. او در این فصل ۲۷ بار در بوندسلیگا به میدان رفت و ۱۱ گل به ثمر رساند.

### بایرن مونیخ

##### هوفنهایم (قرضی)
بایرن مونیخ در ۱۱ ژوئن ۲۰۱۷، با قراردادی ۳ ساله به قیمت ۸ میلیون یورو گنابری را به خدمت گرفت و در ۱۴ ژوئن اعلام کرد که گنابری به صورت قرضی به مدت یک فصل برای تیم هوفنهایم بازی خواهد کرد. گنابری برای کسب تجربه بیشتر قصد داشت این کار را انجام بدهد. او گل اول و دوم خود را برای هونفهایم در جریان پیروزی ۴–۰ در مقابل لایپزیگ به ثمر رساند. او در ۲۶ بازی خود توانست ۱۰ گل بزند و به تیمش کمک کرد تا لیگ را در رتبه سوم به پایان برساند و جواز حضور در لیگ قهرمانان ۲۰۱۸/۱۹ را کسب کند. او همچنین برای تیم دوم هوفنهایم به میدان رفت.

#### ۲۰۱۸/۱۹
در ۲ ژوئیه ۲۰۱۸ گنابری به عنوان بازیکن بایرن معرفی شد. او شماره ۲۲ را به خود اختصاص داد. در ۱ سپتامبر او اولین بازی اش را با پیراهن بایرن انجام داد و در دقیقه ۷۷ به میدان آمد. در ۳ نوامبر او اولین گلش را در یک تساوی ۱–۱ برابر فرایبورگ به ثمر رساند. او در بازی مقابل تیم سابق خود یعنی وردربرمن، ۲ گل زد و بایرن را ۲–۱ برنده این مسابقه کرد. گنابری در جریان برد ۵–۱ برابر گلادباخ چهارهزارمین گل بوندسلیگایی بایرن را ثبت کرد و به بایرن کمک کرد تا اولین تیمی باشد که به این رکورد دست پیدا می‌کند.
گنابری در این فصل در بوندسلیگا ۳۰ بازی انجام داد و ۱۰ گل زد و عنوان دومین گلزن برتر بایرن در این فصل را از آن خود کرد. همچنین او با بایرن قهرمان بوندسلیگا شد

#### ۲۰۱۹/۲۰
گنابری در ۱ اکتبر ۲۰۱۹ موفق شد در جریان پیروزی ۷–۲ بایرن در مقابل تاتنهام ۴ گل بزندو در ۲۵ فوریه در مرحله یک‌هشتم نهایی مقابل چلسی ۲ گل به ثمر برساند تا اولین بازیکنی باشد که در یک فصل لیگ قهرمانان اروپا در بازی‌های خارج از خانه و در لندن توانسته شش گل بزند.
سرژ هم‌اکنون شماره ۷ بایرن را برتن می‌کند و همراه با لروی زانه زوج خط هجومی بایرن رو می‌سازند که به آنها (سانبری) می‌گویند

### دوران ملی

#### تیم جوانان
گنابری در رده‌های مختلف تیم ملی جوانان آلمان بازی کرده است. او در سال ۲۰۱۷ بخشی از تیم ملی زیر ۲۱ سال که قهرمان جام ملت‌های اروپا شد بود.

#### المپیک تابستانی ۲۰۱۶
در ۱۵ ژوئیه ۲۰۱۶، آلمان گنابری را برای شرکت در بازی‌های المپیک ۲۰۱۶ انتخاب کرد. او در اولین بازی در مقابل مکزیک موفق به زدن گل شد و در بازی بعدی مقابل کره جنوبی نیز ۲ گل زد. او در جریان پیروزی ۱۰–۰ برابر فیجی نیز دو گل زد. او در بازی یک چهارم نهایی مقابل پرتغال قبل از اتمام نیمه اول موفق به گلزنی شد و آلمان در این بازی ۴–۰ پیروز شد. او این مسابقات را به عنوان بهترین گلزن مشترک به همراه هم تیمی خود نیل پترسن به پایان رساند.او به همراه هم تیمی‌هایش در فینال بازی را به برزیل واگذار کردند و نایب قهرمان این مسابقات شدند.

#### تیم ملی آلمان
گنابری در ۴ نوامبر ۲۰۱۶ برای اولین بار به تیم ملی آلمان دعوت شد. هفت روز بعد، او در مقدماتی جام جهانی ۲۰۱۸ جریان پیروزی ۸–۰ برابر سن مارینو هتریک کرد. او سریع‌ترین بازیکنی شد که برای تیم ملی کشورش ۱۰ گل می‌زد (او این کار را در ۱۱ بازی انجام داد) و توانست رکورد کلوزه را بشکند.

## افتخارات

### باشگاهی

#### بایرن مونیخ
- بوندسلیگا بوندس لیگا ۲۰۱۸-۱۹، ۲۰۱۹-۲۰، ۲۰۲۰-۲۱، ۲۰۲۱-۲۲، ۲۰۲۲-۲۳، ۲۰۲۴-۲۵
- جام حذفی آلمان ۲۰۱۸/۱۹
- سوپر جام آلمان ۲۰۲۰
- لیگ قهرمانان اروپا ۲۰–۲۰۱۹
- سوپر جام اروپا ۲۰۱۹/۲۰۲۰
- جام باشگاه‌های جهان ۲۰۲۰

### بین‌المللی

#### تیم ملی آلمان در المپیک
- نایب قهرمانی المپیک ۲۰۱۶[۵۰]

#### تیم ملی آلمان زیر ۲۱ سال
- جام ملت‌های اروپا زیر ۲۱ سال ۲۰۱۷[۵۱]

### فردی
- بهترین گلزن المپیک ۲۰۱۶ (مشترک)[۵۲]
- بهترین بازیکن فصل بایرن مونیخ ۲۰۱۸/۱۹[۵۳]
- بهترین بازیکن ماه اکتبر ۲۰۱۹ بوندسلیگا[۵۴]